# Ардановце
Ардановце (слч. Ardanovce) насељено је мјесто са административним статусом сеоске општине (слч. obec) у округу Топољчани, у Њитранском крају, Словачка Република.

## Становништво
| Година:    | 1994. | 2004.   | 2014.    | 2024.    |
| ---------- | ----- | ------- | -------- | -------- |
| Број људи: | 234   | 239     | 209      | 233      |
| Разлика:   |       | +2,13 % | -12,55 % | +11,48 % |

| Година:    | 2023. | 2024.   |
| ---------- | ----- | ------- |
| Број људи: | 221   | 233     |
| Разлика:   |       | +5,42 % |

Према подацима о броју становника из 2011. године насеље је имало 225 становника.